# Autorentheatertage
Die Autorentheatertage (seit 2020 Autor:innentheatertage) sind ein im Jahr 1995 von Ulrich Khuon am Staatstheater Hannover gegründetes Theaterfestival. Nach fünf Festivalausgaben in Hannover fanden die Autorentheatertage von 2001 bis 2009 am Thalia Theater Hamburg statt. Seit 2010 ist das Festival am Deutschen Theater Berlin beheimatet. Im Jahr 2025 findet das Festival in seiner 30. Ausgabe statt.

## Ablauf
Das Festival veranstaltet seit seiner Gründung einen Stückewettbewerb, zu dem alljährlich bis zu 200 Theatertexte aus dem deutschen Sprachraum eingesandt werden. Die von einer unabhängigen Jury prämierten Gewinnerstücke wurden zunächst in Werkstattinszenierungen und werden seit 2014 in Uraufführungen präsentiert, die vom Deutschen Theater und von wechselnden Partnertheatern wie dem Burgtheater Wien, dem Schauspielhaus Zürich, dem Theater Neumarkt Zürich, dem Schauspielhaus Graz und dem Schauspiel Leipzig eigens zum Festival produziert werden. Neben diesen Festivaluraufführungen sind im ca. zweiwöchigen Festivalzeitraum wichtige und von einem Diskursprogramm flankierte Uraufführungen aus dem deutschsprachigen Raum als Gastspiel zu sehen.

## Beteiligte
Unter den mehr als 120 Theaterautoren, die den Stückewettbewerb der Autorentheatertage gewannen, finden sich Dramatiker wie etwa Sivan Ben Yishai, Andri Beyeler, Carsten Brandau, Dorian Brunz, Nuran David Calis, Lisa Danulat, Michel Decar, Reto Finger, Anne Habermehl, Anja Hilling, Sarah Kilter, Steffen Kopetzky, Svealena Kutschke, Amanda Lasker-Berlin, Philipp Löhle, Laura Naumann, Jakob Nolte, Albert Ostermaier, Rosa von Praunheim, Moritz Rinke, Miroslava Svolikova, Ulrike Syha, Paula Thielecke oder Olivia Wenzel. Zu den Juroren des Festivals zählen Journalisten wie Robin Detje (1995) oder Michael Althen (2010) und Autoren wie Dea Loher (2019), Lukas Bärfuss (2020) oder Ferdinand Schmalz. (2021)